# Hoa

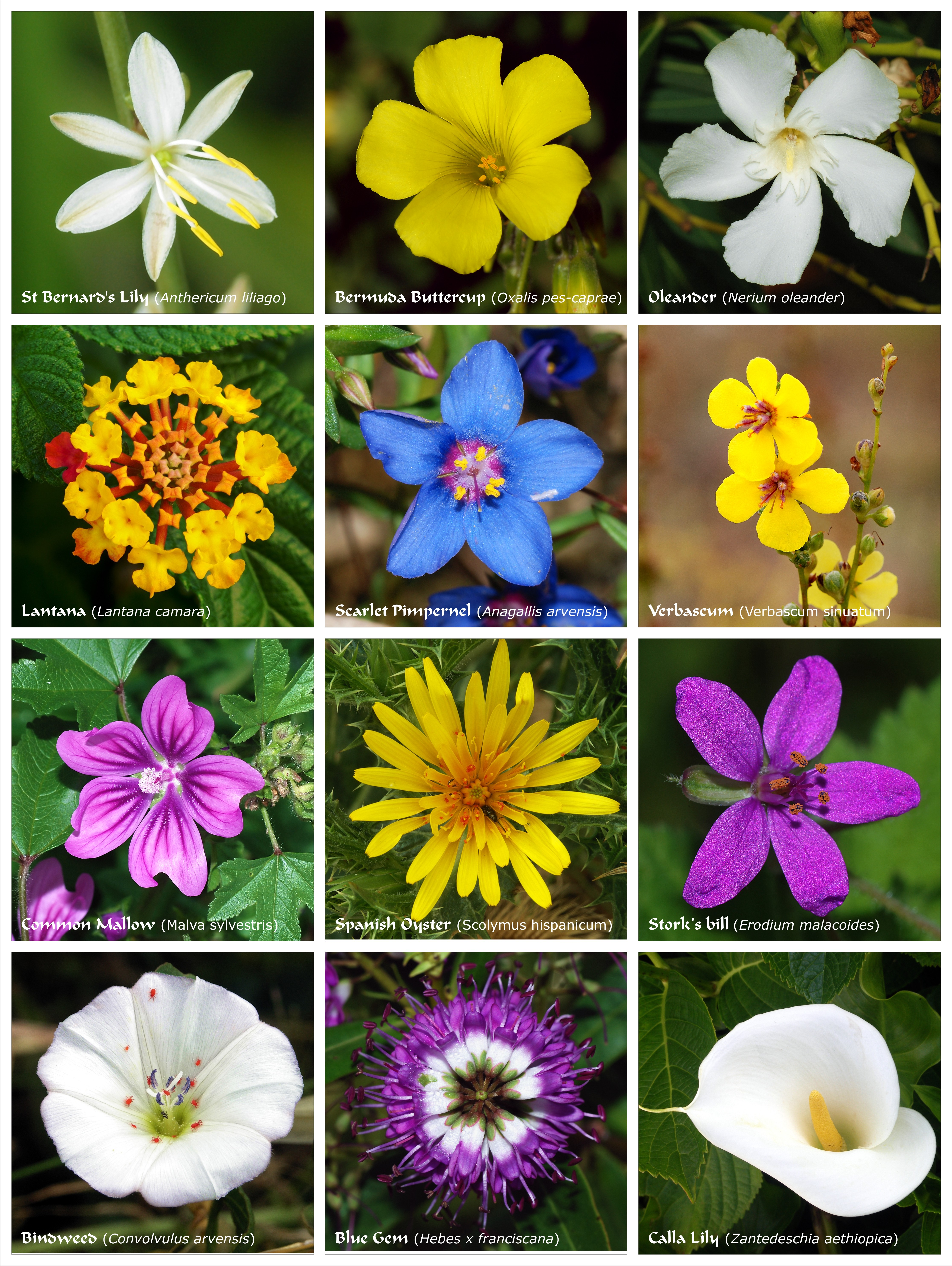
12 loại hoa thuộc các họ khác nhau: Măng tây, Chua me đất, La bố ma, Cỏ roi ngựa, Anh thảo, Huyền sâm, Cẩm quỳ, Cúc, Mỏ hạc, Bìm bìm, Mã đề, Ráy

Hoa hay bông, bông hoa là bộ phận chứa cơ quan sinh sản, đặc trưng của thực vật có hoa, cụ thể là một chồi rút ngắn mang những lá biến đổi làm chức năng sinh sản của cây. Về mặt cấu trúc thực vật học, hoa là một dạng cành đặc biệt. Hoa có thể tạo điều kiện thụ phấn chéo (kết hợp của phấn hoa và nhụy từ các cây hoa khác nhau) hoặc cho phép tự thụ phấn (kết hợp của phấn hoa và nhụy từ cùng một hoa). Hoa tạo ra quả và hạt. Nhiều hoa đã tiến hóa để hấp dẫn đối với động vật, nhằm mục đích nhờ động vật giúp đỡ việc chuyển giao hạt phấn. Hoa có hai loại cơ bản là hoa đơn tính (chỉ có nhụy hoặc nhị) và hoa lưỡng tính (có cả nhị và nhụy).
Cấu tạo đầy đủ lý tưởng của hoa bao gồm: cuống hoa, lá bắc, đài hoa (lá đài), tràng hoa (cánh hoa), bộ nhị và bộ nhụy.
Ngoài chức năng chứa cơ quan sinh sản ở thực vật có hoa, hoa còn được con người trồng và khai thác nhằm mục đích trang trí, làm đẹp và thậm chí là nguồn cung cấp thức ăn, dược liệu.

## Hình thái học

Hình vẽ chỉ ra các bộ phận chính của một bông hoa thuần thục.

Một hoa điển hình bao gồm bốn loại cấu trúc gắn vào phần đỉnh (đế hoa) của một cuống ngắn (cuống hoa). Mỗi loại cấu trúc này được sắp xếp thành vòng trên đế hoa. Bốn vòng chính tính từ gốc (móng) của hoa hay mấu thấp nhất và tính dần lên trên là:
- Đài hoa: vòng ngoài cùng nhất, bao gồm các đơn vị gọi là lá đài. Chúng thường có màu xanh và bao bọc phần còn lại của hoa khi ở trong nụ. Tuy nhiên, các lá đài này có thể không có hoặc dễ thấy và sặc sỡ nổi bật như các cánh hoa ở một số loài.
- Tràng hoa: vòng kế tiếp tính về phía đỉnh, bao gồm các đơn vị gọi là cánh hoa. Chúng thường mỏng, mềm và có màu sắc sặc sỡ để thu hút động vật giúp thụ phấn.
- Bộ nhị: vòng kế tiếp (đôi khi sắp xếp thành nhiều vòng), bao gồm các thành phần đơn vị gọi là nhị hoa. Nhị hoa bao gồm 2 phần: một cuống nhỏ gọi là chỉ nhị; trên đầu của chỉ nhị là bao phấn, trong đó sinh ra hạt phấn nhờ phân bào giảm nhiễm để cuối cùng phát tán đi.
- Bộ nhụy: vòng trong cùng nhất của hoa, bao gồm một hay vài đơn vị gọi là lá noãn. Lá noãn hợp lại thành một cấu trúc rỗng, gọi là bầu nhụy, bên trong nó sinh sản ra các noãn. Noãn là các túi đại bào tử, chúng sinh ra các đại bào tử nhờ phân bào giảm nhiễm để phát triển thành các thể giao tử cái. Chúng tạo ra các tế bào trứng. Bộ nhụy của hoa cũng được mô tả bằng cách sử dụng một thuật ngữ thay thế là (bao gồm một bầu nhụy, vòi nhụy và đầu nhụy) "nhụy hoa". Một nhụy có thể bao gồm một lá noãn hay nhiều lá noãn hợp lại cùng nhau. Phần đỉnh của nhụy gọi là đầu nhụy, nơi tiếp nhận phấn hoa. Một cuống nâng đỡ đầu nhụy gọi là vòi nhụy, là con đường cho các ống phấn phát triển từ các hạt phấn khi bám vào đầu nhụy.

## Chức năng của từng bộ phận của hoa
- Cuống hoa là bộ phận liên kết giữa hoa và cành cây: nâng đỡ hoa, truyền chất dinh dưỡng và nước cho hoa.
- Đế hoa là bộ phận được gắn với cuống hoa: nâng đỡ hoa và để trang trí giúp bông hoa thêm đẹp.
- Bao hoa hay đài hoa, lá đài (thường có màu xanh) là bộ phận gắn kết trên đế hoa: nâng đỡ, bảo vệ hoa.
- Tràng hoa thực chất là các cánh hoa có màu sắc khác nhau: bao bọc, bảo vệ nhuỵ hoa (chứa bầu nhuỵ mang noãn, trong noãn chứa tế bào sinh dục cái) và nhị hoa (có nhiều hạt phấn mang tế bào sinh dục đực).
- Nhị hoa là bộ phận đực của hoa: có chứa bao phấn, sau này phấn sẽ kết hợp với noãn (lá noãn) để phát triển thành hạt.
- Nhụy hoa là bộ phận cái của hoa: có chứa noãn, sau này kết hợp với phấn hoa để phát triển thành hạt, xong bầu nhụy sẽ trở thành quả.

## Cấu trúc
Mặc dù sự sắp xếp ở cấu trúc trên được coi là "điển hình", nhưng trong thực tế các loài thực vật thể hiện sự biến đổi rộng trong cấu trúc hoa. Các biến đổi này có tầm quan trọng trong tiến hóa của thực vật hạt kín và được các nhà thực vật học tích cực sử dụng trong việc xác định và thiết lập các mối quan hệ giữa các loài thực vật.

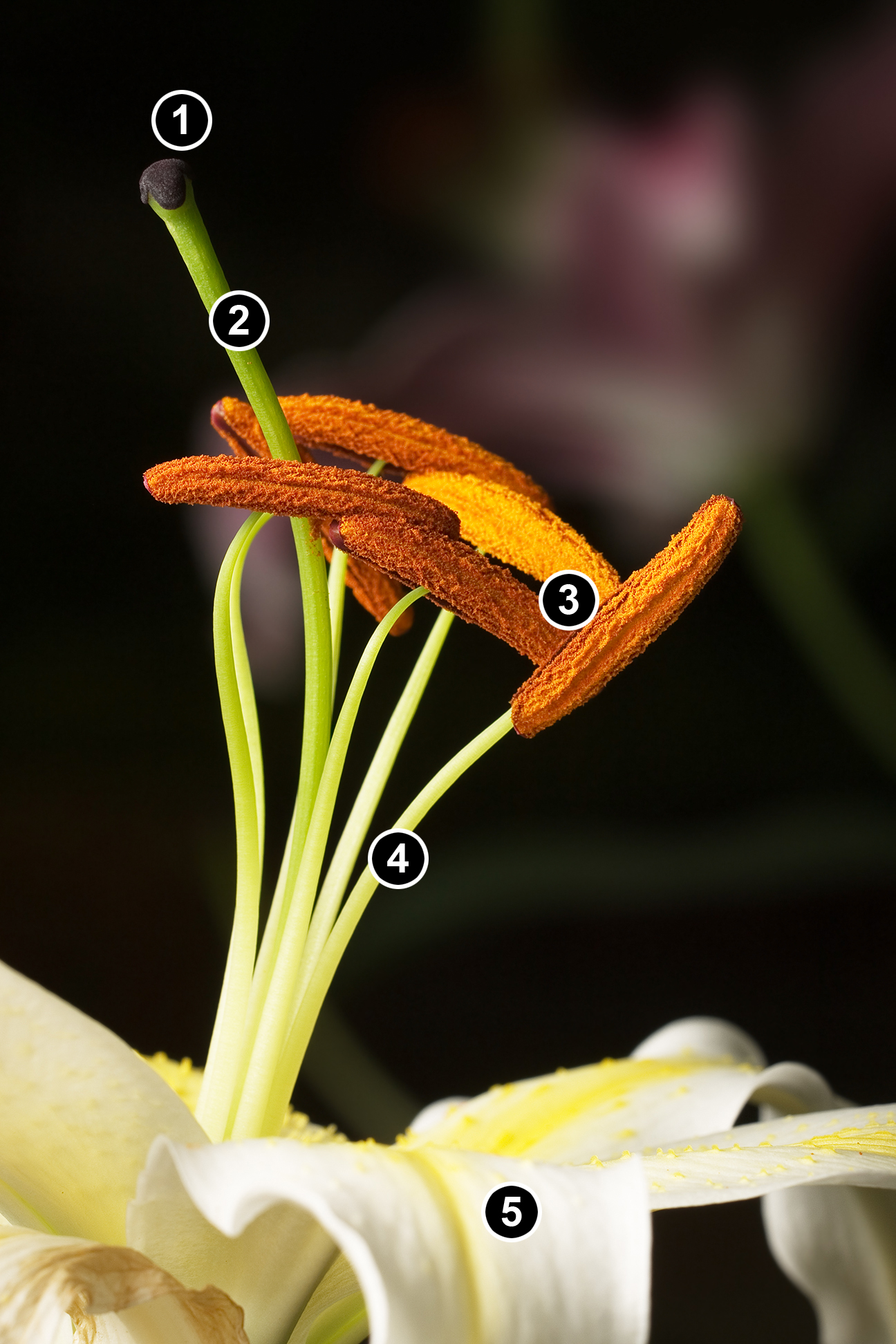
Hoa loa kèn Christmas (Lilium longiflorum). 1. Đầu nhụy, 2. Vòi nhụy, 3. Nhị, 4. Chỉ nhị, 5. Cánh hoa

Bốn bộ phận chính của hoa nói chung được định nghĩa theo vị trí của chúng trên đế hoa, chứ không phải theo chức năng của chúng. Nhiều loài có hoa thiếu một số bộ phận hay các bộ phận có thể biến đổi thành các chức năng khác hoặc trông giống như bề ngoài điển hình của một bộ phận khác. Ở một số họ, như Ranunculaceae, các cánh hoa bị tiêu giảm nhiều và ở nhiều loài thì các lá đài có màu sắc sặc sỡ trông giống như các cánh hoa. Một số loài khác lại có các nhị hoa biến đổi trông giống như cánh hoa, các dạng hoa kép của hoa Trang (hoa Mẫu đơn nam) và Hoa hồng chủ yếu là các nhị dạng cánh.
Người ta sử dụng một số thuật ngữ chuyên biệt để mô tả hoa và các bộ phận của nó. Nhiều bộ phận của hoa hợp lại (dính liền) với nhau: các phần hợp lại từ cùng một vòng gọi là hợp trước, trong khi các phần hợp lại từ các vòng khác nhau gọi là hợp sinh (như nhị đính vào tràng), các phần không hợp lại gọi là rời hay tự do. Khi các cánh hoa hợp lại thành một ống hay một vòng thành một đơn vị duy nhất thì chúng được gọi là tràng hợp. Tràng hợp có thể chia thành phần gốc hình trụ gọi là ống, phần mở rộng là họng và phần tỏa ra phía ngoài là phiến. Tràng hợp đối xứng hai bên, chia thành một môi trên và một môi dưới, được gọi là tràng hai môi. Các hoa có tràng hợp hay đài hợp với hình dạng khác nhau, bao gồm các dạng như: hình chuông, hình phễu, hình ống, hình nhạc, hình đinh hay hình bánh xe.
Liên quan đến thuật ngữ "hoa hợp", đôi khi không chính xác bởi vì có thể có một số quá trình phát triển ở hoa không dính lại. Ví dụ, sự sinh trưởng của mô phân sinh lóng hoặc phần gốc của các bộ phận như đài hoa, cánh hoa, nhị hoa và lá noãn có thể tạo ra hoa hợp mà không phải là kết quả của sự dính liền hoàn toàn.
Nhiều loài hoa có sự đối xứng, nếu như từ bất kỳ điểm nào mà bao hoa vẫn được chia đôi theo trục trung tâm thì các nửa đối xứng được tạo ra — khi đó được gọi là hoa đều hay đối xứng tỏa tròn (tỏa tia), như ở Hoa hồng (Rosa) hay cỏ Duyên linh (Trillium). Khi hoa được chia đôi và tạo ra chỉ một đường để có các nửa đối xứng thì được gọi là hoa không đều hay đối xứng hai bên, như hoa của hoa Mõm chó (Antirrhinum) hay phần lớn các loài Lan.
Các hoa có thể gắn trực tiếp vào cành cây tại phần gốc của chúng (hoa không cuống - phần cuống bị tiêu giảm mạnh hay không có). Phần thân hay cuống nâng đỡ một hoa gọi là cuống hoa. Nếu một cuống nâng đỡ cho nhiều hoa, thì các phần nối mỗi hoa với trục chính gọi là cuống nhỏ. Phần đỉnh của mỗi cuống hoa tạo thành một phần phồng lên gọi là đế hoa.

### Cụm hoa

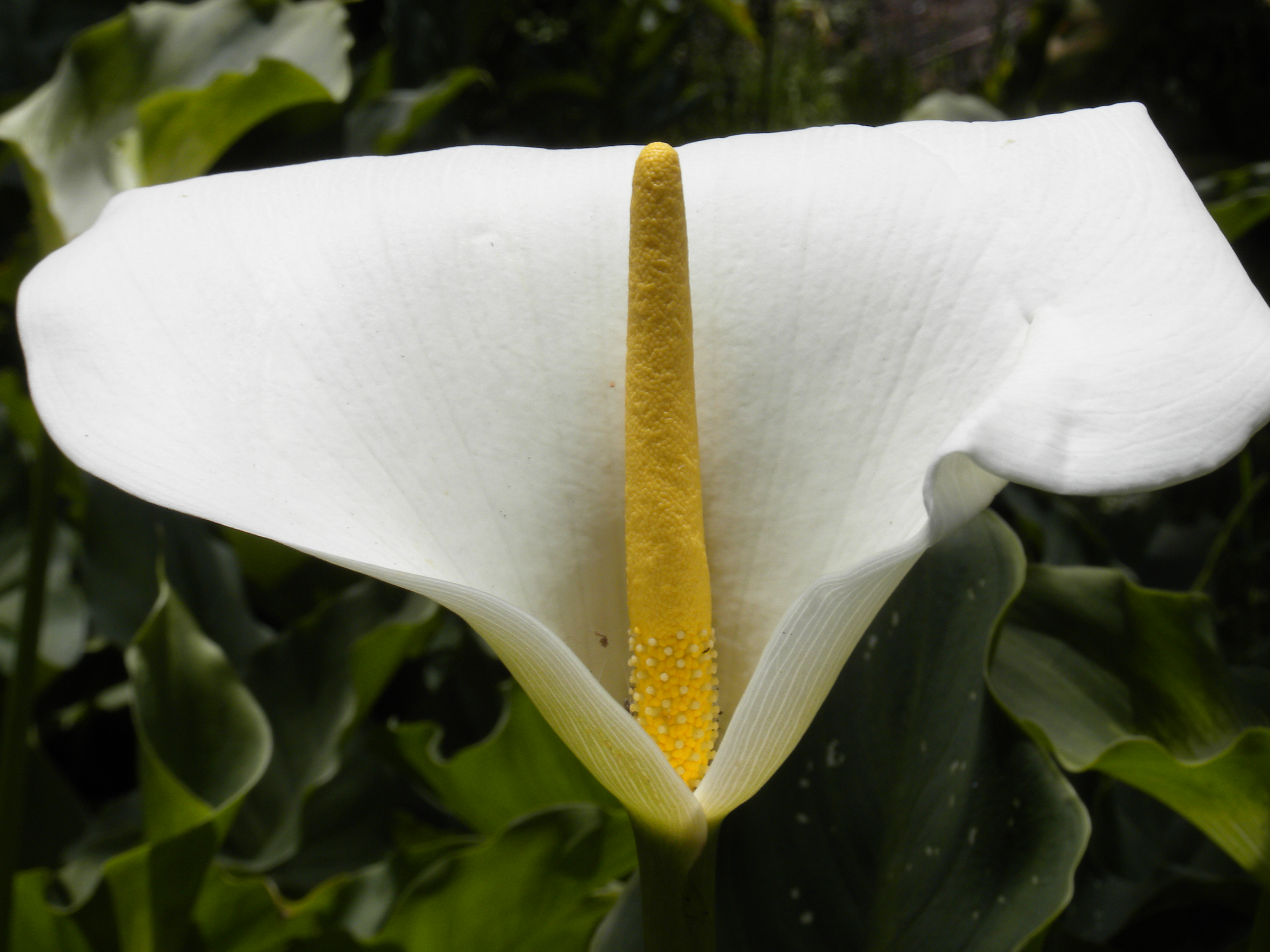
Hoa của Loa kèn sông Nin (Zantedeschia aethiopica) không phải là một bông hoa riêng lẻ. Trên thực tế nó là một cụm hoa gồm nhiều hoa nhỏ ép sát cùng nhau trên một trục trung tâm, được bao quanh bằng một lá bắc (lá mo) lớn trông giống như cánh hoa.

Ở những loài có nhiều hoa trên một trục, thì tập hợp các hoa này gọi là cụm hoa (hoa tự). Một số cụm hoa bao gồm nhiều hoa nhỏ sắp xếp thành một hệ trông giống như một hoa đơn độc. Ví dụ phổ biến nhất là phần lớn các loài trong họ Asteraceae. Chẳng hạn, một "hoa" dễ thấy của Sồ cúc (Bellis perennis) hay Hướng dương (Helianthus annuus) thực ra không phải là một hoa thật sự mà là một cụm hoa đầu — một cụm bao gồm rất nhiều hoa (hoa chét).
Một cụm hoa có thể bao gồm các phần thân chuyên biệt và các lá biến đổi gọi là lá bắc.

### Hoa thức
Hoa thức là công thức thể hiện cấu trúc của một hoa bằng cách sử dụng các chữ cái, số và ký hiệu cụ thể. Thông thường, một hoa thức tổng quát được sử dụng để mô tả cấu trúc hoa của một họ thực vật thay vì của một loài cụ thể. Các ký hiệu sau được sử dụng:
{\displaystyle Ca}: calyx (nghĩa là đài hoa, vòng lá đài; như {\displaystyle Ca^{5}} = 5 lá đài)
{\displaystyle Co}: corolla (nghĩa là tràng hoa, vòng cánh hoa; như {\displaystyle Co^{3(x)}} = các cánh hoa là bội số nào đó của 3)
{\displaystyle Z}: bổ sung nếu là đối xứng hai bên (như {\displaystyle CoZ^{6}} = đối xứng hai bên với 6 cánh hoa)
{\displaystyle A}: androecium (bộ nhị, vòng chứa các nhị; như {\displaystyle A^{\infty }} = nhiều nhị)
{\displaystyle G}: gynoecium (bộ nhụy, vòng chứa các lá noãn; như {\displaystyle G^{1}} = đơn lá noãn)
{\displaystyle x}: để thể hiện là một "số biến thiên"
{\displaystyle \infty }: nghĩa là "nhiều"
Ví dụ:
{\displaystyle Ca^{5}Co^{5}A^{10-\infty }G^{1}}
Một vài ký hiệu bổ sung khác đôi khi cũng được sử dụng (cụ thể xem Key to Floral Formulas Lưu trữ ngày 6 tháng 7 năm 2018 tại Wayback Machine).

## Thụ phấn
Chức năng chính của hoa là sinh sản, mà cụ thể là tạo điều kiện để bào tử chứa trong phấn hoa kết hợp với noãn ở trong bầu nhụy. Thụ phấn là quá trình phấn hoa di chuyển từ bao phấn đến đầu nhụy. Thông thường, phấn hoa di chuyển từ cây này sang cây khác, một quá trình được gọi là thụ phấn chéo, nhưng vẫn có các loài thực vật có khả năng tự thụ phấn. Thụ phấn chéo được ưa chuộng hơn bởi nó cho phép biến dị di truyền, từ đó giúp nâng cao vào khả năng sinh tồn của loài. Do đó, nhiều loại hoa phải dựa vào các yếu tố ngoại cảnh để thụ phấn, chẳng hạn như gió, nước, động vật và đặc biệt là côn trùng. Các loài động vật lớn như chim, dơi và thậm chí là thú có túi nhỏ cũng có thể trở thành phương tiện thụ phấn. Để làm được điều đó, hoa có những biện pháp nhất định nhằm kích thích sự vận chuyển phấn hoa từ cây này sang cây khắc thuộc cùng một loài.
Thực vật có hoa thường chịu áp lực tiến hóa phải tối ưu hóa quá trình vận chuyển phấn hoa. Điều này thường được phản ánh qua hình thái của hoa và hành vi của cây. Phấn hoa có thể được vận chuyển từ cây này sang cây khác qua một số loại trung gian thụ phấn hoặc bằng một số cách khác nhau. Khoảng 80% thực vật có hoa lợi dụng trung gian thụ phấn sinh học, số khác lợi dụng các trung gian thụ phấn phi sinh học. Một số loài lợi dụng nhiều trung gian thụ phấn, nhưng hầu hết các loài chỉ lợi dụng một trung gian thụ phấn nhất định.

## Hình thành hạt

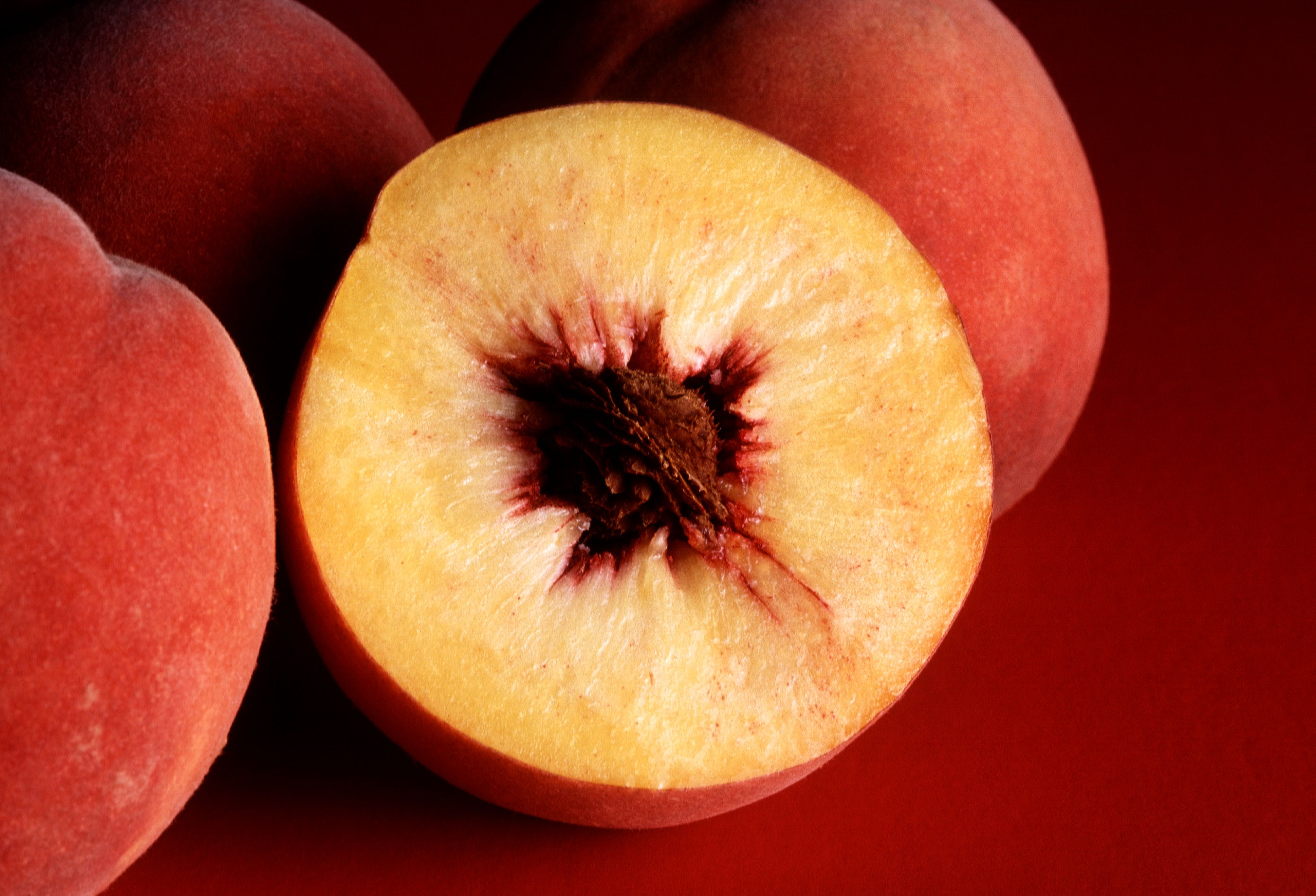
Quả đào và hạt nằm bên trong.

Sau khi đã hình thành, hợp tử bắt đầu phát triển bằng cách phân chia hạt nhân và tế bào, một quá trình được gọi là nguyên phân, và dần trở thành một cụm tế bào nhỏ. Một phần của nó trở thành phôi, trong khi phần còn lại thì trở thành cuống noãn có chức năng đẩy phôi vào nội nhũ. Hai mầm nhỏ, mà sau đó sẽ trở thành lá mầm với chức năng tích trữ năng lượng, cũng sẽ hình thành ở giai đoạn này. Các cây mọc ra từ một mầm được gọi là thực vật một lá mầm còn các cây mọc ra từ hai mầm được gọi là thực vật hai lá mầm. Tiếp theo, một số cấu trúc quan trọng sẽ hình thành, bao gổm rễ mầm, trụ trên lá mầm và trụ dưới lá mầm. Cuối cùng, mô mạch hình thành xung quanh hạt.

## Hình thành quả
Bầu nhụy, nơi hạt đang hình thành nên noãn, sẽ phát triển thành quả. Tất cả các bộ phận chính khác của hoa–bao gồm vòi nhụy, đầu nhụy, lá đài, nhị và cánh hoa–sẽ chết đi trong quá trình này. Quả gồm 3 bộ phận: vỏ ngoài, vỏ giữa và vỏ trong. Các loại quả rất đa dạng về kích thước, hình dạng, độ cứng và độ dày tùy vào cách phát tán hạt của chúng, bởi chức năng của quả là bảo vệ hạt và kích thích sự phát tán hạt.

## Màu sắc
Nhiều thực vật có hoa phản xạ nhiều ánh sáng trong khoảng bước sóng mà trung gian thụ phấn chúng muốn thu hút có thể nhìn thấy nhất có thể. Các loại hoa phản xạ toàn bộ phổ ánh sáng mà con người có thể nhìn thấy thường được xem là có màu trắng. Một đặc điểm quan trọng của các loại hoa màu trắng là chúng phản xạ tất cả các bước sóng trên quang phổ ở mức độ tương đương nhau. Nhiều thực vật có hoa thu hút trung gian thụ phấn bằng màu trắng, nhưng các màu sắc khác cũng rất phổ biến (ngay cả trong cùng một loài). Màu sắc cho phép thực vật có hoa thu hút được trung gian thụ phấn cụ thể mà chúng muốn.
Thực vật có hoa có thể dịch chuyển điểm chuyển tiếp giữa khoảng hấp thụ và khoảng phản xạ. Giả sử quang phổ mà thị giác của hầu hết trung gian thụ phấn nhìn thấy được có hình tròn, thì có thể nói rằng thực vật có hoa tạo ra màu sắc bằng cách hấp thụ ánh sáng trên một vùng và phản xạ ánh sáng trên một vùng khác của quang phổ, và tạo ra màu sắc bằng cách thay đổi tần số (hay nói đúng hơn là bước sóng) của ánh sáng mà chúng phản xạ. Phần lớn các loại hoa hấp thụ ánh sáng trong khoảng từ xanh lam đến vàng và phản xạ ánh sáng trong khoảng từ xanh lục đến đỏ của quang phổ. Ở nhiều loài thực vật có hoa, điểm chuyển tiếp giữa khoảng hấp thụ và khoảng phản xạ quyết định màu sắc mà chúng tạo ra. Vì thế, chúng có thể điều chỉnh màu sắc bằng cách dịch chuyển điểm chuyển tiếp giữa khoảng hấp thụ và khoảng phản xạ. Bằng cách đó, thực vật có hoa có thể xác định trung gian thụ phấn cụ thể mà mình muốn thu hút. Một số thực vật có hoa còn có thể điều chỉnh khoảng hấp thụ, nhưng thường không chính xác bằng điều chỉnh bước sóng. Đối với thị giác của con người, điều này được thể hiện thành các mức độ bão hòa khác nhau (có bao nhiêu màu trắng trong màu sắc đó).

## Ý nghĩa biểu tượng
Trong văn hóa phương Tây, nhiều loài hoa mang ý nghĩa biểu tượng quan trọng, được gọi là ngôn ngữ của các loài hoa. Ví dụ:
- Hoa hồng đỏ biểu tượng cho tình yêu, vẻ đẹp và đam mê.[16]
- Hoa anh túc biểu tượng cho sự an ủi khi có tang sự. Ở Vương quốc Anh, New Zealand, Australia và Canada, hoa anh túc đỏ được cài lên áo để tưởng niệm các quân nhân đã hi sinh trong chiến tranh.
- Hoa diên vĩ và hoa loa kèn được sử dụng trong các nghi thức mai táng để biểu tượng cho sự tái sinh và sự sống. Hoa loa kèn cũng được liên hệ với các vì sao (bao gồm Mặt Trời).
- Hoa cúc dại biểu tượng cho sự ngây thơ.

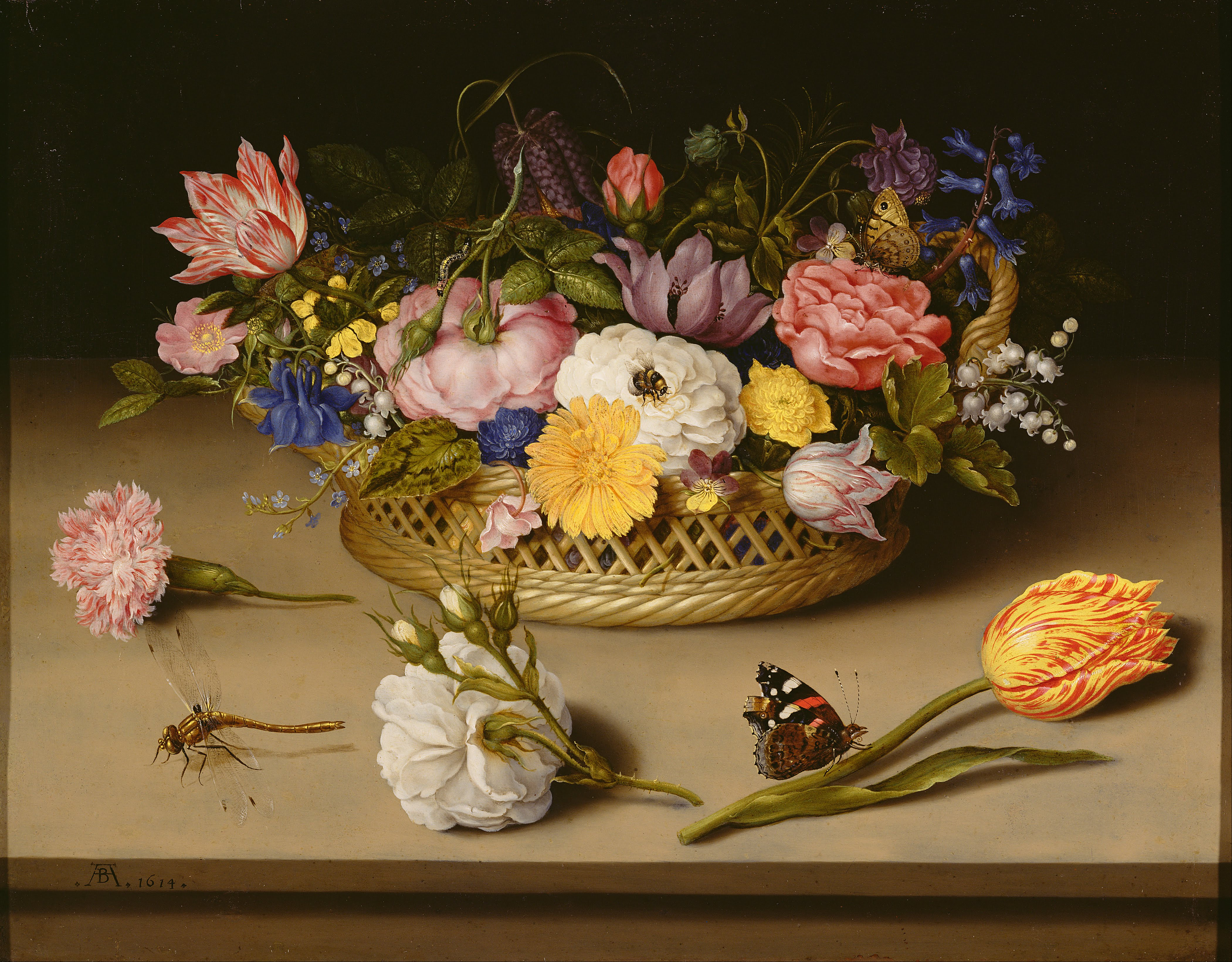
Hoa là một chủ thể phổ biến của tranh tĩnh vật, chẳng hạn như bức tranh này của Ambrosius Bosschaert

Nhờ vẻ đẹp đa dạng và rực rỡ của mình, từ lâu hoa đã là chủ thể phổ biến của các tác phẩm nghệ thuật thị giác. Một số bức tranh nổi tiếng nhất của một số danh họa có chủ thể là hoa, chẳng hạn như loạt tranh hoa hướng dươmg của Van Gogh hoặc các bức tranh hoa súng của Monet. Hoa cũng được phơi khô và ép để tạo nên những tác phẩm nghệ thuật hoa 3 chiều vĩnh viễn.
Trong nghệ thuật, hoa cũng được dùng làm biểu tượng cho bộ phận sinh dục nữ, chẳng hạn như trong các tác phẩm của Georgia O'Keeffe, Imogen Cunningham, Veronica Ruiz de Velasco và Judy Chicago, và thậm chí là trong nghệ thuật cổ điển châu Á và phương Tây. Nhiều nền văn hóa trên thế giới có xu hướng liên hệ hoa với tính nữ.
Vẻ đẹp của nhiều loại hoa đã truyền cảm hứng cho các nhà thơ, đặc biệt là trong giai đoạn Lãng mạn vào thế kỷ 18 và 19. I Wandered Lonely as a Cloud của William Wordsworth và Ah! Sun-Flower của William Blake là một số ví dụ nổi bật.
Khi xuất hiện trong những giấc mơ, hoa được cho là biểu tượng cho một "tiềm năng đang nở rộ".
Trong thần thoại La Mã, Flora là nữ thần của hoa, vườn tược và mùa xuân. Trong thần thoại Hy Lạp, Chloris là nữ thần của mùa xuân, hoa và thiên nhiên.
Trong thần thoại Ấn Độ giáo, hoa có tầm quan trọng tương đối lớn. Vishnu, một trong 3 vị thần chính của tôn giáo này, thường được miêu tả là đang đứng trên một đài hoa sen. Ngoài mối liên hệ với Vishnu, hoa sen cũng được xem là quan trọng về mặt tâm linh trong Ấn Độ giáo. Chẳng hạn, nó xuất hiện trong thần thoại sáng thế của tôn giáo này.

## Sử dụng bởi con người

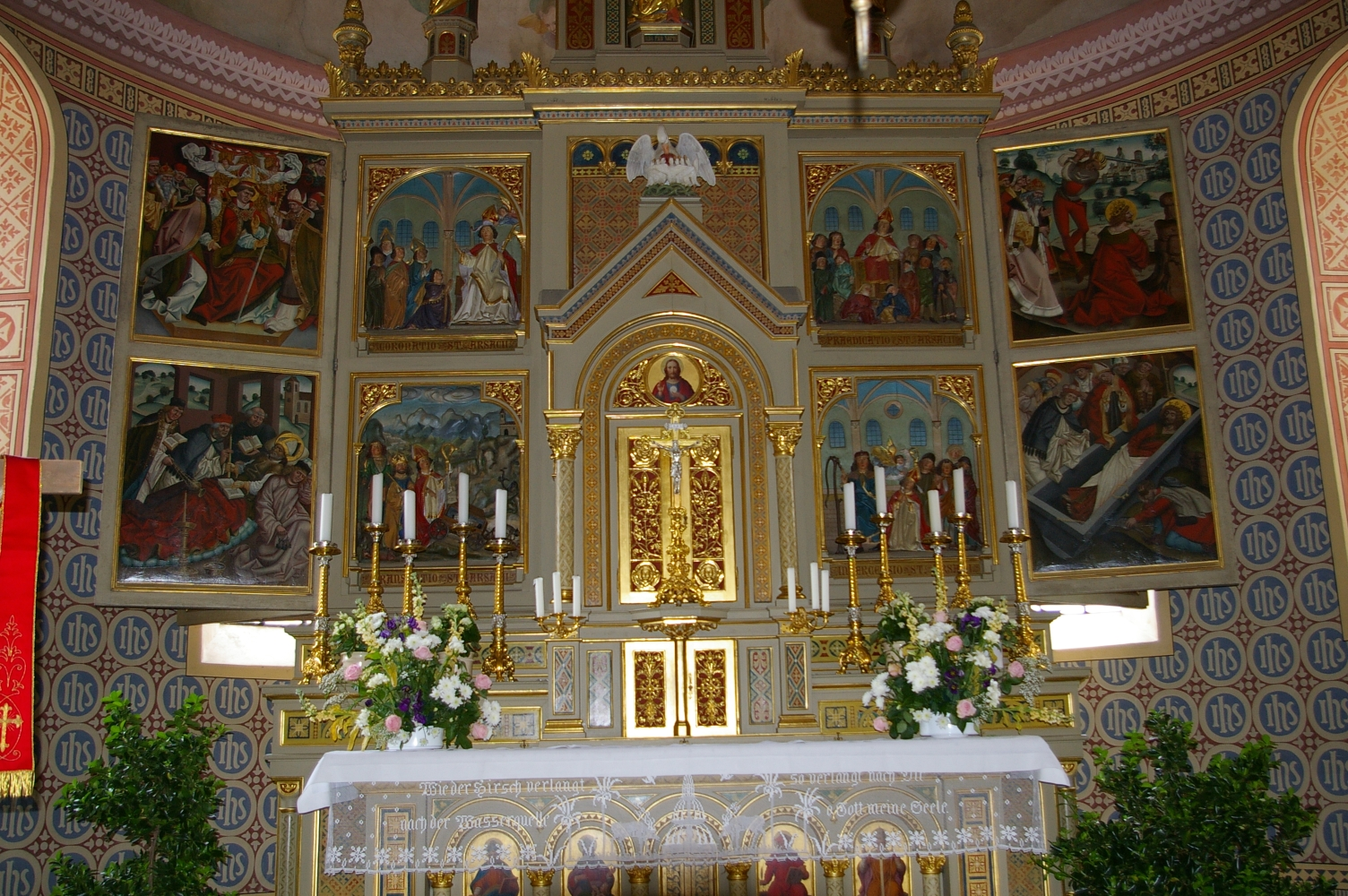
Chancel flowers, placed upon the altar of St. Arsatius's Church in Ilmmünster.

Lịch sử cho thấy con người đã sử dụng hoa trong hàng ngàn năm vì nhiều mục đích khác nhau. Một trong những ví dụ lâu đời nhất là việc dùng hoa để trang trí tóc của phụ nữ ở Ai Cập cổ đại khoảng 4.500 năm trước. Hoa cũng không ngừng truyền cảm hứng cho các nghệ sĩ, chẳng hạn như ở loạt tranh hoa súng của Monet hay bài thơ về hoa thủy tiên có tiêu đề "I Wandered Lonely as a Cloud" của William Wordsworth.

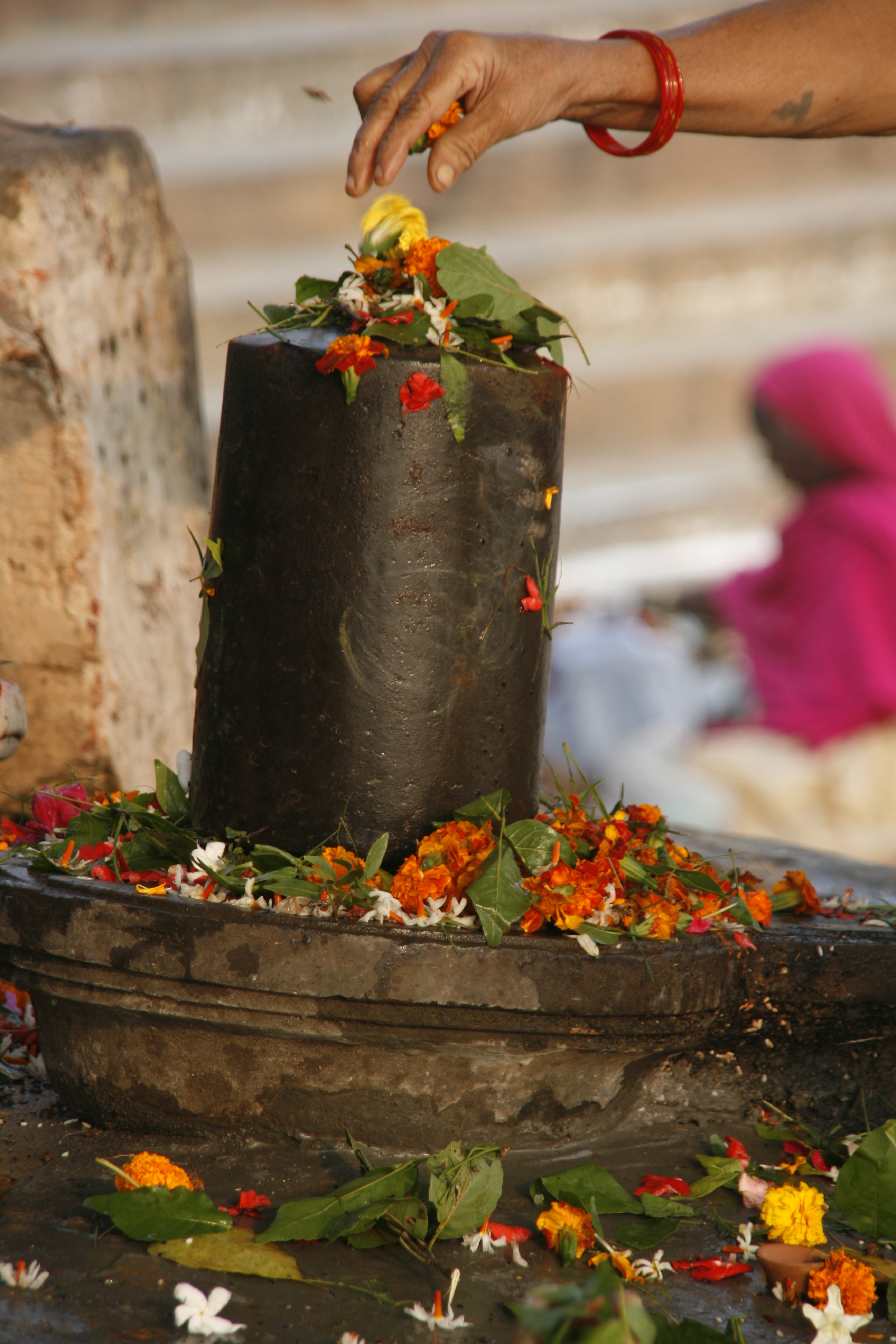
Một người phụ nữ rải hoa lên một lingam tại đền Varanasi

Ngày nay, con người trồng, mua hoặc tìm những cách khác để ở gần hoa hoặc thực vật có hoa, một phần vì vẻ đẹp và hương thơm của chúng. Trên khắp thế giới, con người sử dụng hoa trong các dịp trong đại của cuộc đời mình:
- Khi trẻ sơ sinh chào đời hoặc được rửa tội
- Làm hoa cài áo ở các sự kiện giao lưu hoặc ngày lễ
- Thể hiện tình yêu hoặc sự kính trọng
- Trong lễ cưới
- Để trang trí nhà cửa
- Làm quà trong các bữa tiệc chúc thượng lộ bình an hoặc chào mừng trở lại
- Làm hoa tang và để thể hiện sự thông cảm với người có tang sự
- Để thờ cúng[23] Ví dụ như trong văn hóa Ấn Độ giáo, các tín đồ thường dâng hoa lên các ngôi đền.[24]

Vì thế, con người trồng hoa xung quanh nhà mình, dành một phần không gian sống của mình làm vườn hoa, hái hoa dại hoặc mua hoa được trồng vì mục đích thương mại từ các cửa hàng hoa.

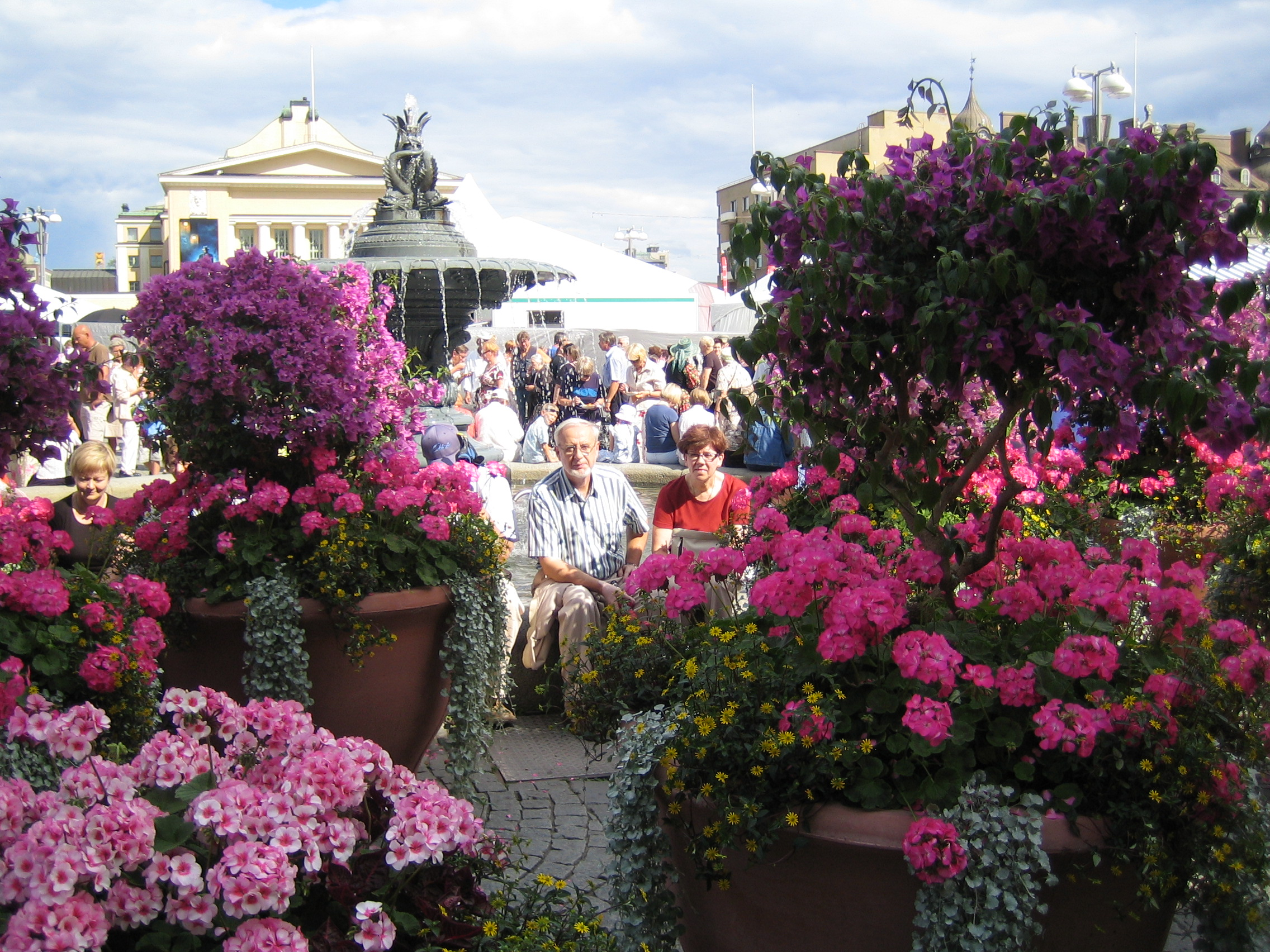
Quảng trường Trung tâm Tampere trong Lệ hội Hoa Tampere vào tháng 7 năm 2007.

Khi được dùng làm thực phẩm, hoa không cung cấp nhiều thức ăn bằng các bộ phận khác của cây (hạt, quả, rễ, thân và lá), nhưng một số loại hoa vẫn được dùng làm rau và gia vị một cách phổ biến. Các loại hoa được dùng làm rau bao gồm bông cải trắng, bông cải trắng và atisô. Loại gia vị đắt đỏ nhất, saffron, được sản xuất từ nhụy hoa của cây nghệ tây. Các loại hoa được dùng làm gia vị khác bao gồm đinh hương và caper. Hoa bia được dùng để sản xuất bia. Gà được cho ăn hoa cúc vạn thọ để làm cho lòng đỏ trong trứng của chúng có màu vàng tươi và trông hấp dẫn hơn với người tiêu dùng. Cúc vạn thọ cũng được phơi khô và nghiền thành bột để làm gia vị và chất tạo màu trong ẩm thực Georgia. Hoa bồ công anh và hoa cơm cháy thường được dùng để sản xuất rượu. Một số người xem phấn hoa được thu thập từ ong là một loại thực phẩm bổ dưỡng. Mật ong là mật hoa đã được ong xử lý và thường được đặt tên theo loại hoa tương ứng, ví dụ như mật ong hoa cam, mật ong cỏ ba lá và mật ong tupelo.
Con người có thể ăn được hàng trăm loại hoa tươi, nhưng chỉ có một ít trong số đó được thương mại hóa một cách rộng rãi trong vai trò là thực phẩm. Hoa thường được cho vào salad để trang trí. Hoa bí được tẩm vụn bánh mì rồi rán. Một số loại hoa ăn được bao gồm cúc, cẩm chướng, hương bồ, kim ngân, cải ô rô, thanh cúc, dong riềng và hướng dương. Các loại hoa ăn được như hoa cúc, hoa hồng, và hoa tím đôi khi được ướp đường.
Các loại hoa như cúc, hồng, nhài, kim ngân và cúc La Mã, nhờ mùi hương và công dụng y học của mình, được dùng để pha chế trà thảo mộc, có thể cùng với lá trà hoặc không.
Hoa được sử dụng trong các nghi thức mai táng từ thời tiền sử: dấu vết phấn hoa đã được tìm thấy trên ngôi mộ của một người phụ nữ trong hang El Miron ở Tây Ban Nha. Nhiều nền văn hóa liên hệ hoa với sự sống và cái chết bởi việc hoa nở theo mùa khơi gợi sự tái sinh. Điều này có thể là lý do vì sao con người đặt hoa lên các ngôi mộ. Theo vở kịch Những người phụ nữ Phoenicia của Euripides, người Hy Lạp cổ đại đặt một vương miện hoa lên đầu của di hài người đã khuất; cũng như đặt vòng hoa và rải cánh hoa lên các ngôi mộ. Hoa cũng được sử dụng rộng rãi trong các nghi thức mai táng ở Ai Cập cổ đại. Ngày nay, người Mexico vẫn sử dụng hoa trong lễ hội tôn vinh người chết Día de Muertos như những gì tổ tiên người Aztec của mình từng làm trong quá khứ.

### Tặng hoa

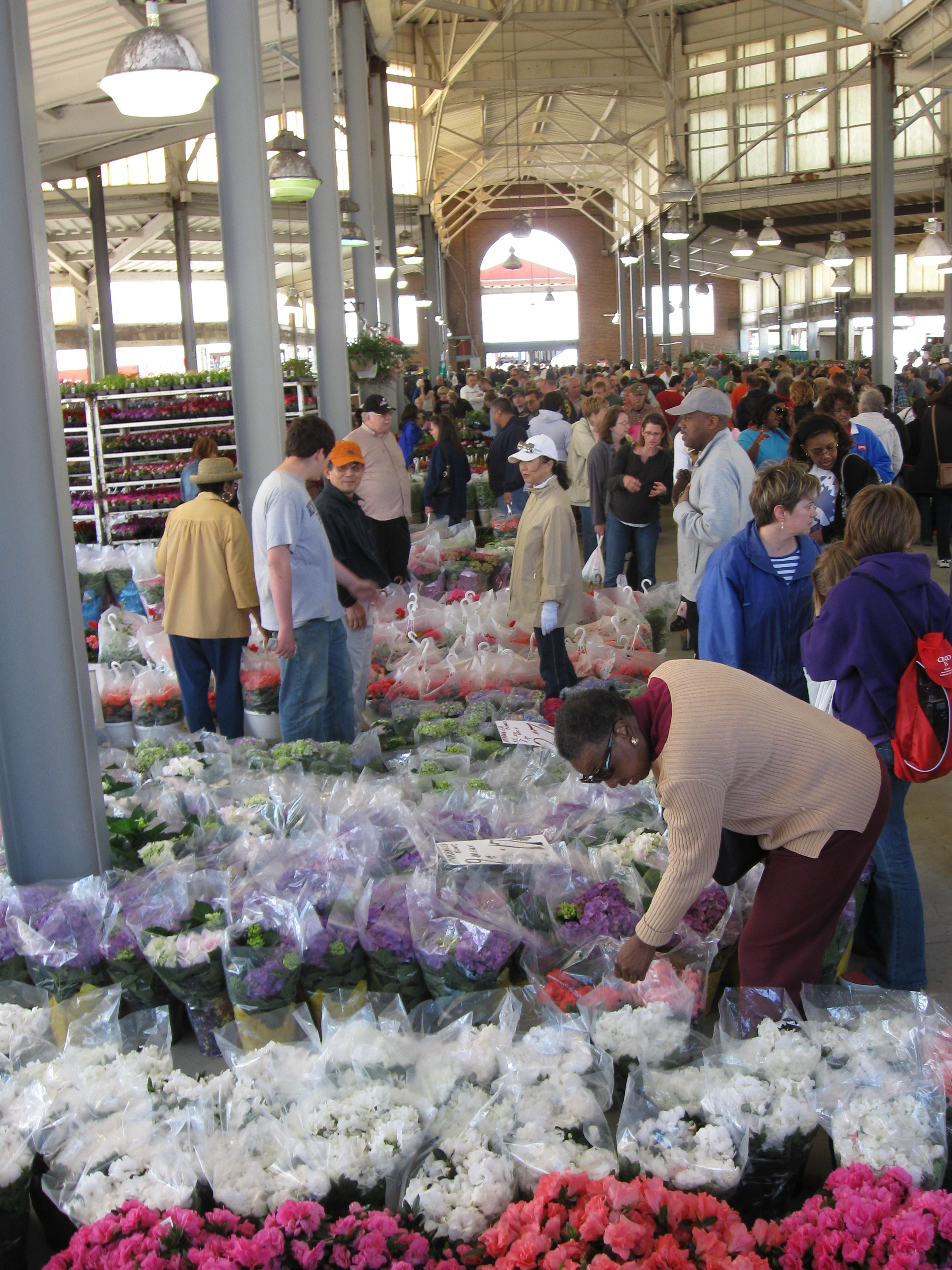
Chợ hoa ở chợ Đông, Detroit

Phong tục tặng hoa xuất phát từ thời tiền sử khi hoa thường được xem là có công dụng chữa bệnh. Các nhà khảo cổ học đã tìm thấy dấu vết cánh hoa ở một số địa điểm mai táng. Ban đầu, hoa được dùng làm vật tế lễ hoặc mai táng. Người Ai Cập cổ đại và sau đó là người Hy Lạp và La Mã đã sử dụng hoa vì mục đích này. Các đồ vật mai táng có hình vẽ hoa anh túc đỏ, hoa thanh cúc và hoa súng có niên đại khoảng năm 1540 TCN đã được tìm thấy ở Ai Cập. Ghi chép về việc tặng hoa xuất hiện trong sử sách của Trung Quốc và văn tự chữ tượng hình Ai Cập, cũng như trong thần thoại Hy Lạp và La Mã. Thói quen tặng hoa nở rộ trong thời Trung Cổ khi các cặp đôi thể hiện tình cảm với nhau bằng hoa.
Phong tục tặng hoa là một phần quan trọng trong văn hóa và truyền thống của Nga. Học sinh thường tặng hoa cho giáo viên của mình. Trong một mối quan hệ, việc tặng hoa màu vàng có ý nghĩa chia tay. Ngày nay, hoa thường được tặng dưới dạng các bó hoa.